# Географія Польщі

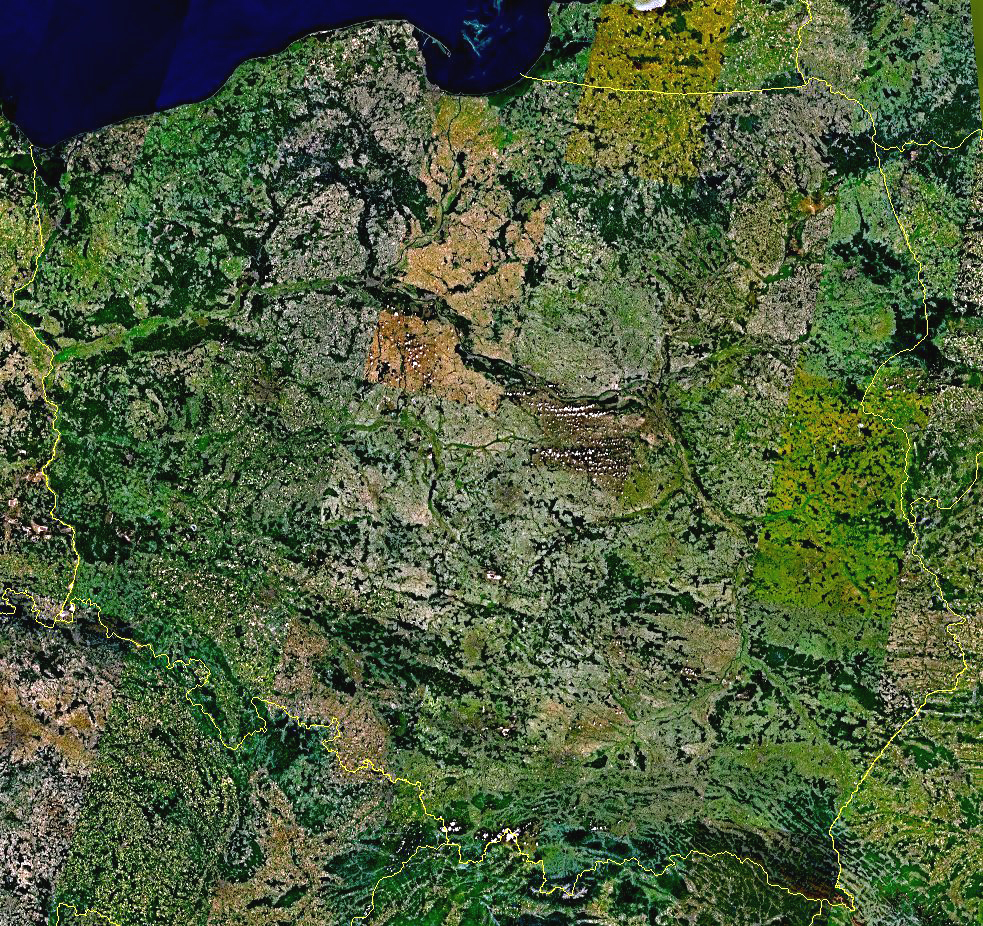
Знімок Польщі з супутника Landsat7

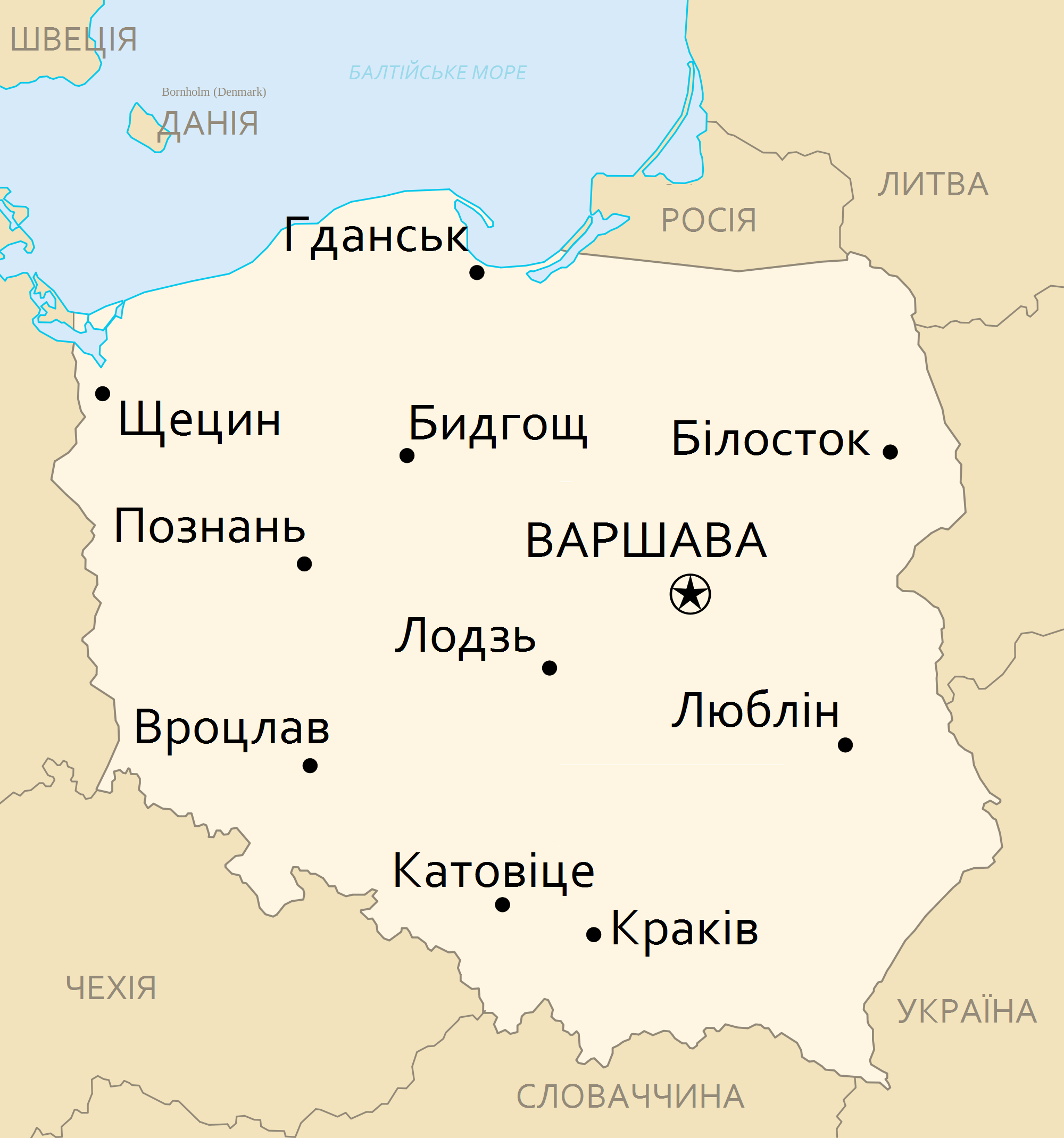
Мапа Польщі

Польща, Республіка Польща (пол. Polska, Rzeczpospolita Polska) — держава у Центральній Європі у складі Європейського союзу. На півночі омивається водами Балтійського моря, на північному сході межує з Росією (Калінінградською областю) і Литвою, на сході — з Білоруссю і Україною, на півдні — з Чехією і Словаччиною, на заході — з Німеччиною.

## Назва
Назва країни Польща (пол. Polska) означає Земля полян, територія племені західних полян (Polanie). Коли поляни сформували єдину Польщу в Х столітті, це ім'я також стало використовуватись для позначення всієї польської держави. У ХІІІ-XIV сторіччях територія полян стала відома як Велика Польща (пол. Wielkopolska). Назва племені походить, ймовірно, з пол. pole — поле. Інші іноземні назви країни (угор. Lengyelország; лит. Lenkija; перс. Lahestân) походять від давньоруського або давньопольського етноніма лендзянин (lęděnin) — можливо, людина, що оре цілину і його похідного лях (lęch).

## Розташування

### Крайні пункти
Геометричний центр Польщі знаходиться в селі Пйонтек однойменної ґміни, в Ленчицькому повіті Лодзинського воєводства.

## Рельєф

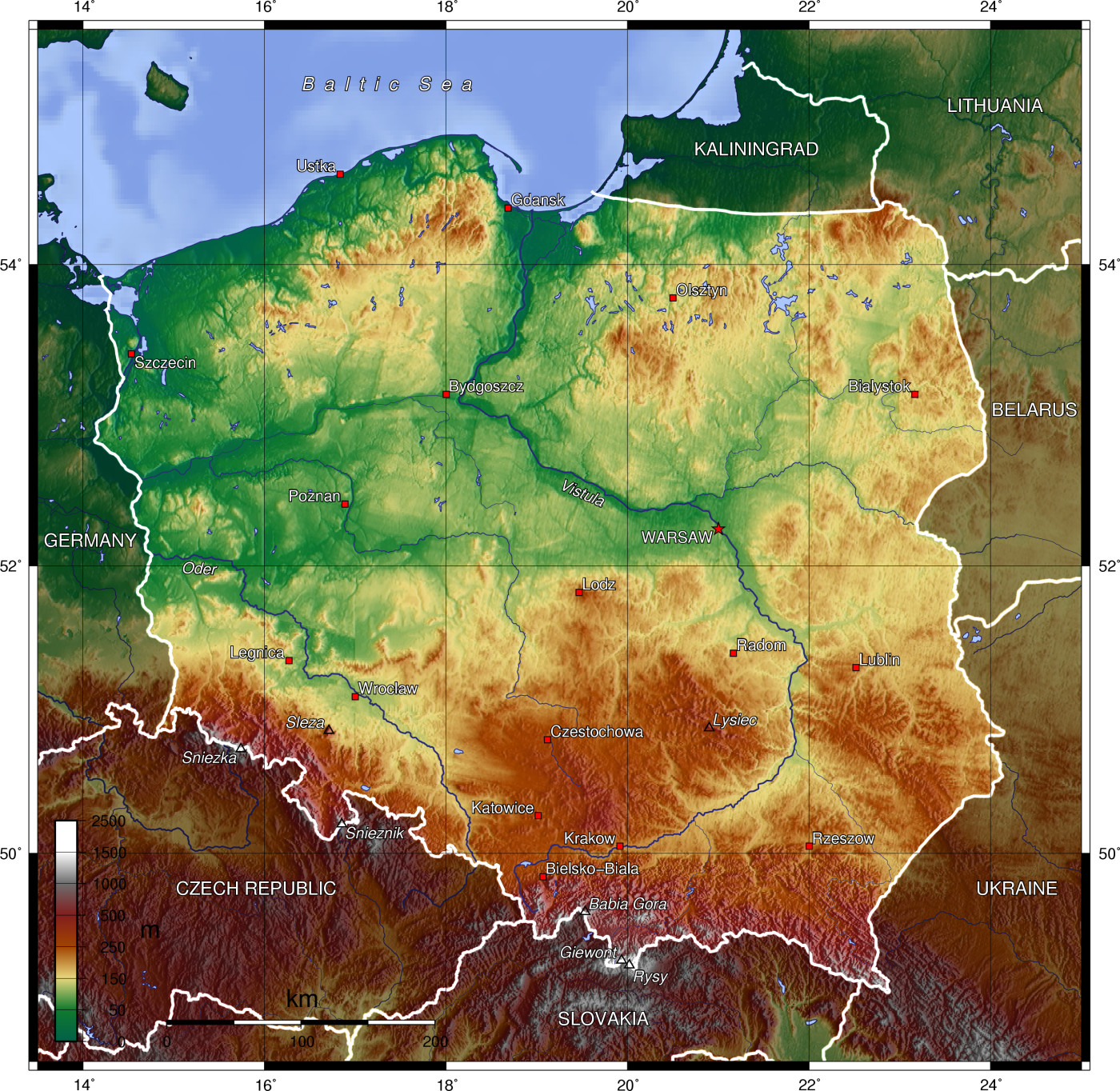
Топографічна карта Польщі

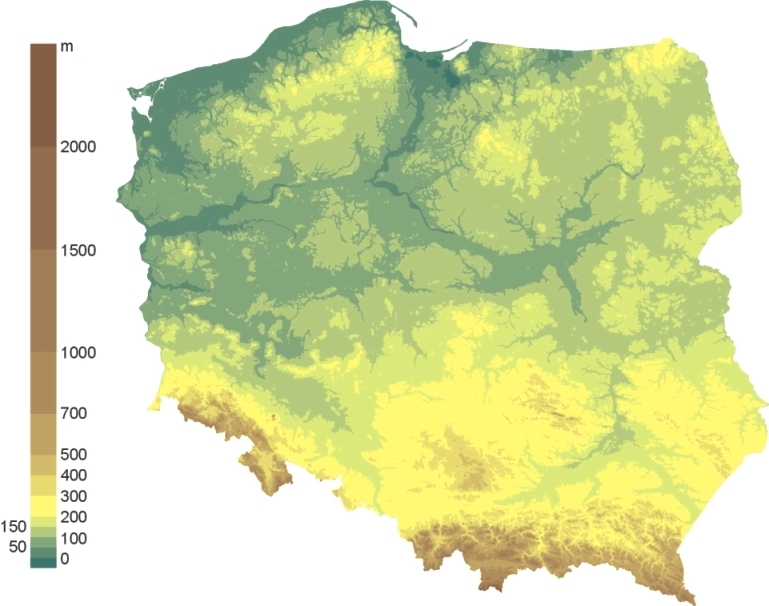
Гіпсометрична карта Польщі

Близько 3/4 площі країни займають низовини (головним чином на півночі і заході). На півночі — Балтійська гряда (до 329 м). На півдні і південному сході вони змінюються Сілезько-Малопольським підняттям з невисокими (до 600 м) Свентокшиськими горами і загалом плоскою Люблінською височиною. Вздовж південних кордонів простягаються гори Судети (Снєжка, 1602 м) і Карпати (гора Риси, 2499 м, в масиві Татри) з передовою грядою Західних і Східних Бескид.
Судети розташовані вздовж кордону Польщі і Чехії, являють собою ряд невисоких гір. Поблизу міст Валбжих і Клодзко в цих горах знаходиться Нижньосілезький кам'яновугільний басейн. На схід від Моравських Воріт (пониззя між Судетами і Карпатами) розташовані Карпати. Ці гори загалом вище Судет; в районі Високих Татр. Тільки Високі Татри в Польщі мають гострі гірські піки, глибокі ущелини і льодовикові форми рельєфу в гребеневій зоні. Більш низькі ланцюги Карпат, звані Бескидами, мають округлі форми і в значній частині покриті лісами. Північніше за ланцюг гір виділяються Сілезія і Мала Польща. Обидва райони мають горбистий рельєф. У Верхній Сілезії розташований один з найбільших у Європі кам'яновугільних басейнів.
Велику частину центральної Польщі займають переважно лучні Великопольсько-Куявська і Мазовецько-Підляська низовини.
Північніше Великої Польщі і Мазовії лежать Поморське і Мазурське поозер'я. Як і для всієї південно-східної Прибалтики, для півночі Польщі характерний рельєф, який сформувався в льодовиковий період. Величезні льодовикові язики наповзали на цю рівнину зі Скандинавських гір протягом довгого часу, майже мільйона років. Після того як вони розтали, залишився товстий шар глини, піску і гравію, який тягнувся від балтійського узбережжя далеко на південь і повністю знищив сліди дольодовикового ландшафту. Наприкінці льодовикового періоду річки, що утворилися від талої води, потекли до Балтійського моря через територію Центральної Польщі по широких заболочених долинах. Вони добре простежуються на рівнині. У одній з таких льодовикових долин зараз течуть річки Буг і Вісла, а в іншій — Варта і Одра.
На півночі від льодовикових долин утворилися горбисті гряди широтного простягання — морени. Найбільш відомий морений пояс Балтійської гряди, який тягнеться на півночі від Берліна, Познані і Варшави. Ця моренна гряда підіймається до висоти 300 м над рівнем моря. В моренній зоні багато озер.

### Узбережжя
Балтійське море утворює поблизу узбережжя Польщі Щецинську, Гданську і Віслінську затоки; там розташовані головні порти країни — Гданськ, Гдиня і Щецин.

## Гідрографія
В країні густа річкова мережа. Головні річки — Вісла з притоками Сян, Вепш, Буг і Одра (Одер). Багато озер.

### Річки
Найдовша річка країни — Вісла довжиною 1030 км; Одер, яка є складовою частиною західного кордону Польщі — 854 км. Значні річки країни: Варта — 808 км (притока Одри), Буг і Сян (притока Вісли) 772 і 443 км, відповідно. Вісла і Одер впадають у Балтійське море, як і численні малі річки в Померанії. Лина і Анграпа впадають до Преголя, а Чарна-Ханьча — в Німан, які несуть свої води теж до Балтійського моря. Хоча переважна більшість річок в Польщі, течуть у напрямку до Балтійського моря, натомість в польських Бескидах беруть свій початок верхні притоки річки Орава, яка впадає до Вагу і несе потім свої води до Дунаю і в Чорне море. На краю Східних Бескидів беруть свій початок потоки, які впадають в Дністер басейну Чорного моря.
Річки Польщі, використовувалися з давніх часів для навігації, вікінги плавали по Віслі та Одеру на своїх човнах. У середньовіччі і на початку Нового часу, коли Річ Посполита була житницею Європи, відвантаження зерна та іншої сільськогосподарської продукції вниз Віслою до Гданська і далі в Західну Європу мало велике значення для цих територій.

### Озера
Озера Польщі за походженням — льодовикові (здебільшого, окрім гірських) та розташовані загалом в північній частині країни, згруповані у районах, так званих озерних краях. У Польщі налічується майже 10 000 закритих водойм, що охоплюють більше 1 га (2,47 акри) кожне. Польща належить до країн з великою кількістю озер (на одиницю площі). У Європі лише Фінляндія має більшу щільність озер. Найбільші озера (з площею понад 100 км²): Снярдви і Мамри в Мазурії, а також Лебсько та Дравсько в Померанії. На додаток до цих озер є цілі озерні краї (у Вармінсько-Мазурському, Поморському, Любуському, Великопольському воєводствах), існує також велика кількість гірських озер в Татрах, наприклад Морське Око. Озеро з найбільшою глибиною (понад 100 м) — озеро Ханьча в Вігри озерному краї, на схід від Мазурії в Підляському воєводстві.
Здавна народності, що населяли Польщу обживали озера, використовуючи їх в народному господарстві та з захисною метою. Серед перших таких археологічних знахідок є поселення в Великопольському озерному краї. В будинках на озерах в Біскупіне мешкали більш ніж тисячу жителів, вони були датовані VII століттям до н. е. й належали народностям Лужицької культури. Предки сьогоднішніх поляків, будували свої перші фортеці на островах в навколишніх озерах. Так, легендарний князь Попель нібито заклав залогу Крушвіца на озері Ґорло. Перший історично зафіксований правитель Польщі, князь Мешко I, заклав й мешкав в палаці на острові на річці Варта поблизу Познані.

## Клімат

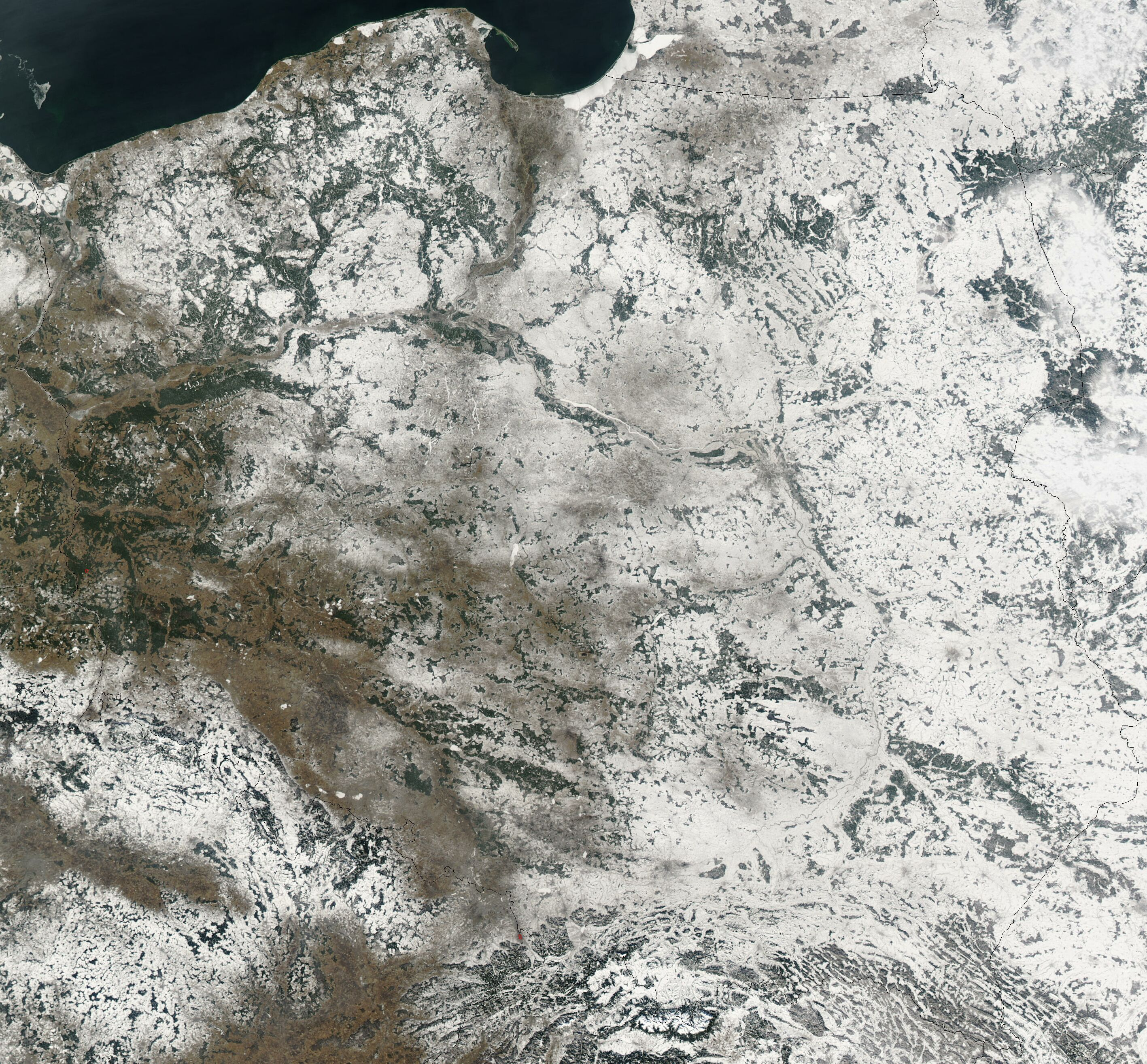
Польща з космосу у грудні 2003 року

Клімат країни помірний, перехідний від морського до континентального.
У верхній частині Судетів та Карпат спостерігаються ознаки гірського клімату. Влітку середня температура становить +17°С на узбережжі до 19,3°С в Нижній Сілезії і в безпосередній близькості від Тарніва. У зиму, приблизно від 0°С Свиноустя; −1°С в Сілезькій низовині, воєводстві Любуському та балтійському узбережжі; −3°С у Варшаві; нижче −5°С в регіоні Сувалки. Середньорічна температура коливається від більш +9°С в безпосередній близькості від Вроцлава, Легниці і Зелена Гура до +6°С в регіоні Сувалки.
Річна кількість опадів становить близько 600 мм, найнижча близько 500 мм відмічена на Куяви, яка пов'язана з розташуванням цій місцевості значної кількості озер, а за винятком найвищих гірських місцин, було відмічено в середній частині узбережжя і на Сілезькій височині — близько 750—800 мм опадів на рік. Вегетаційний період триває в середньому 180—190 днів на північному сході країни і до 235 днів в районі Слубиці, Ґлоґау і Вроцлава.
Число днів зі сніговим покривом змінюється і збільшується в міру пересування на схід країни. На Щецинській низовині, Любуських землях і Нижній Сілезії сніговий покрив лежить менш ніж 40 днів на рік, у центрі Польщі близько 60 днів, а в районі Сувалки більше 100 днів. Спекотні дні з максимальною температурою вище 25 °С спостерігаються не часто в період з квітня по вересень, іноді в жовтні.

## Ґрунти
Ґрунти в Польщі переважно малородючі, але надзвичайно різноманітні. Найпоширеніші дерново-підзолисті ґрунти на піщаній морені та дерново-карбонатні ґрунти на виходах карбонатизованих порід. Трапляються рендзини. На південному сході Польщі зустрічаються окремі плями сірих лісових ґрунтів та чорноземів опідзолених. На сході та північному сході поширені болотні та дерново-болотні ґрунти. Алювіальні ґрунти поширені у дельтах річок Вісли та Одри. У Карпатах та Судетах - бурі лісові оглеєні ґрунти.

## Рослинність
Рослинність на території Польщі розвивалася з останнього льодовикового періоду і включає в себе 2250 видів насінневих рослин, 630 мохів, 200 печіночників, 1200 лишайників і 1500 грибів. Серед насіннєвих рослин переважають голарктичні елементи. Серед нечисленних ендеміків — модрина польська (Larix polonica) і береза Ойцовського (Betula oycoviensis). У торф'яних болотах і горах збереглися деякі види реліктової тундростепової рослинності.
Більше 25 % території країни займають ліси, на півночі і сході збереглися великі лісові масиви: Біловезька, Серпнева та інші пущі. Переважаючі породи — сосна, ялина, в горах ялиця. У західній та південній частинах країни є мішані ліси (бук, дуб, береза і клен). У долинах річок — заплавні луки, з дерев переважають ясен, тополя і верба. На північному сході (східніше Поморського поозер'я) є низові болота. Зустрічаються верещатники. У гірських районах — рослинність приальпійських та альпійського поясів.

## Тваринний світ
Фауна Польщі належить до європейсько-західносибірської зоогеографічний області (частина Палеарктики). Дика фауна збіднена через високий ступінь освоєності території людиною. Хребетних тварин налічується близько 400 видів, включаючи багатьох ссавців і більш ніж 200 рідних для регіону видів птахів. У лісах водяться олені, кабани й вовки, у хвойних масивах на північному сході можна зустріти лося. Поблизу річок мешкають бобри, в гірських лісах — ведмеді та дикі кішки, ще вище можна зустріти сарну й бабака. У Біловезькій пущі збереглися зубри, які колись населяли всю Європу. Поширені птахи: глухарі, тетереви, куріпки. У прибережній зоні Балтійського моря ведеться промисел на тріску і салаку.

## Охорона природи
З близько 20 національних парків найбільші: Біловезький національний парк, Кампіноський національний парк, Татранський національний парк, Словінський національний парк.